# Lagenwaardse Molen
De Lagenwaardse Molen (voorheen de Bosmolen) is een wipmolen aan de Batelaan in Koudekerk aan den Rijn in de Nederlandse gemeente Alphen aan den Rijn. De molen is gebouwd ten behoeve van de bemaling van de Bospolder in Leiderdorp. Het bovenhuis is in 1836 vernieuwd. In 1927 werd het scheprad vervangen door een schroefpomp en werd het gevlucht half-verdekkerd. In 1955 werd een dieselgemaal gebouwd dat de molen overbodig maakte. De Bosmolen werd in 1963 eigendom van de gemeente Leiderdorp, die hem heeft laten restaureren. Bij deze restauratie zijn de wieken weer oud-Hollands opgehekt.
Op de plaats waar de Bosmolen stond bevindt zich nu de ingang van de Groene Harttunnel van de HSL-Zuid. De Bosmolen kon niet blijven staan en is op 9 december 2002 weggehaald, om op 27 maart 2004 op zijn huidige locatie in gebruik te worden genomen als Lagenwaardse Molen. Op deze plek stond eerder een molen; de molenaarswoning ernaast is nieuw, maar in de oude stijl opgetrokken.
De Lagenwaardse Molen is sinds 2004 eigendom van Rijnlandse Molenstichting. De molen, die tegenwoordig is uitgerust met een vijzel en is aangewezen als reservegemaal, is te bezoeken wanneer hij draait.